# Sri Lanka Army Commando Regiment
 (novembre 2015).
Si vous disposez d'ouvrages ou d'articles de référence ou si vous connaissez des sites web de qualité traitant du thème abordé ici, merci de compléter l'article en donnant les références utiles à sa vérifiabilité et en les liant à la section « Notes et références ».
Le Sri Lanka Army Commando Regiment (CR) est l'une des deux unités d'opérations spéciales de l'armée du Sri Lanka ainsi que le régiment des forces spéciales de l'armée sri-lankaise.

## Structure
Sa structure organisationnelle et opérationnelle est très semblable à l'unité British Special Air Service[En quoi ?].

## Unité anti-terroriste
L'un des quatre régiments qui le compose est une unité anti-terroriste de 140 hommes qui fournit la réponse antiterroriste primaire pour le Sri Lanka. Cette unité a été créée en 1980 et est basée à Ganemulla, dans la banlieue de Colombo.